# Pamela Colman Smith

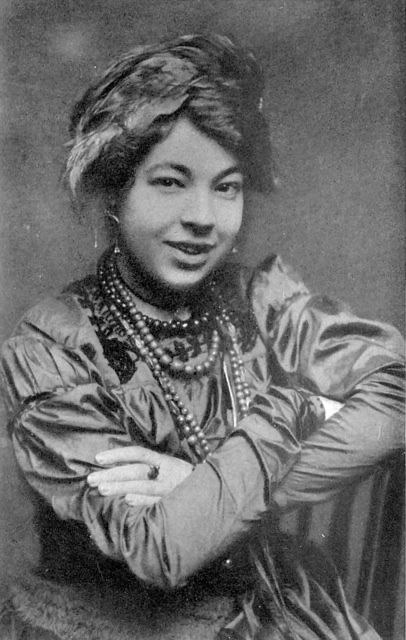
Pamela Colman Smith um 1912

Pamela Colman Smith (* 16. Februar 1878 in Pimlico, Middlesex; † 18. September 1951 in Bude, Cornwall) war eine angloamerikanische Künstlerin und Autorin. Ihre Illustrationen des Waite-Smith-Tarot-Decks, das sie mit Arthur Edward Waite entwickelte, wurden weltbekannt.

## Leben
Pamela Colman Smith wurde als einziges Kind des Amerikaners Charles Smith und der Jamaikanerin Corinne Colman in Pimlico geboren und verbrachte ihre ersten zehn Lebensjahre in Manchester, wo ihr Vater Leiter einer Polsterfabrik war. Manchester war in der Zeit das Zentrum des Spiritismus, dem auch Corinne Colman nahestand. Um 1889 zog die Familie Colman Smith nach Jamaika, wo Charles Smith im Eisenbahnbau tätig war. Im Jahr 1893 zogen Pamela und ihr Vater nach New York. Dort besuchte Pamela Colman das Pratt-Institut in Brooklyn, eine private Kunstschule. Sie besuchte die Malklassen von Ernest Fenollosa und Arthur Wesley Dow. Dow hatte besonderen Einfluss auf Colman Smiths Werk. Er vertrat die damals ungewöhnliche These, die Malerei solle nicht ausschließlich realistisch, sondern vielmehr eine Komposition von Sinneseindrücken sein. So befürwortete er die Theorie von Sinneskopplungen in der Kunst, wie dem Farbenhören oder dem Sehen von Klängen. Colman Smith soll aus heutiger Sicht Synästhestikerin gewesen sein und die Fähigkeit besessen haben, Musikstücke als Farben oder Formen wahrzunehmen, so sind einige ihrer späteren Bildserien von Musikstücken bekannter Komponisten wie beispielsweise Beethoven, Debussy oder Mozart inspiriert. Da sie häufig krank war, besuchte sie die Schule jedoch nur unregelmäßig und verließ sie im Jahre 1897 ohne Abschluss. Im selben Jahr stellte sie ihre Bilder in der William Macbeth’s Gallery aus, bei der sie vier Bilder verkaufte. Sie wurde Mitglied im Pen and Brush Club, einer Organisation für Künstlerinnen und Schriftstellerinnen.
Im Jahre 1899 wurden drei Bücher von ihr veröffentlicht, so wie ein Band mit ihren Bildern und sie ging mit der Lyceum Companie des Londoner Lyceum Theaters auf Tournee. Im Dezember dieses Jahres starb ihr Vater.
Sie schloss sich mit der Schauspielerin Ellen Terry zusammen und kehrte nach London zurück, wo sie auch eine Zeit lang bei Terry wohnte, deren Tochter Edith Craig ein Leben lang mit Pamela Colman Smith befreundet blieb. In dieser Zeit illustrierte sie Bram Stokers Buch Lair of the Withe Worm und im Jahr 1903 einige Arbeiten von William Butler Yeats, der sie in den Hermetic Order of the Golden Dawn einführte. Im November 1903 folgte sie Arthur Edward Waite in den Independent and Rectified Rite of the Golden Dawn, bei dem Waite die Führung übernahm.
Im Jahre 1904 entwarf sie in Zusammenarbeit mit ihrer Freundin Edith Graig das Bühnenbild für Yeats’ Stück Where There Is Nothing und kehrte im selben Jahr nach New York zurück.

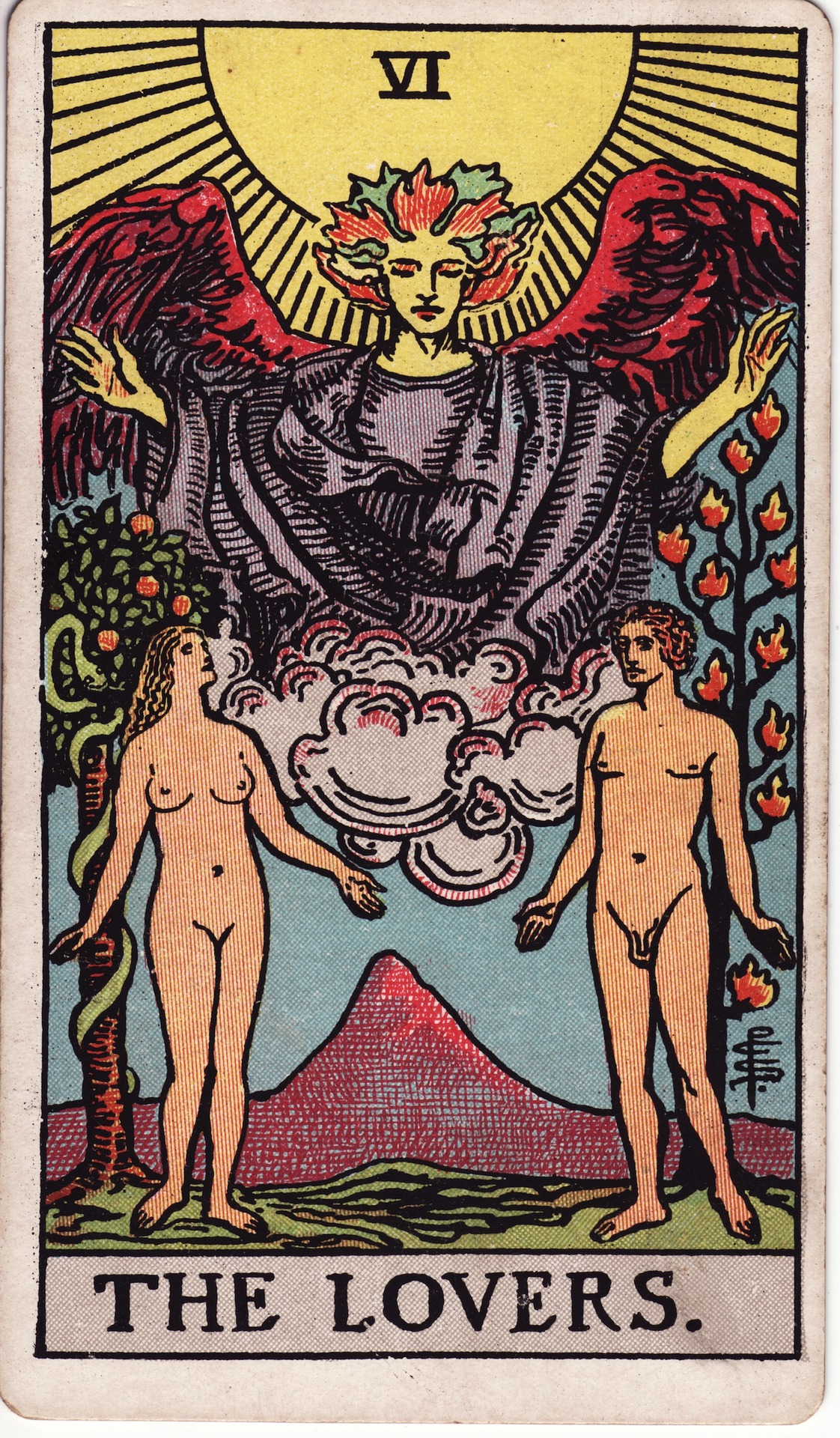
Tarot-Karte „The Lovers“ (Die Liebenden) des Rider-Waite Tarot

1906 wandte sie sich an den Fotografen Alfred Stieglitz, der ihr ermöglichte, ihre Bilder in seiner Galerie 291 auszustellen. Die Ausstellung im Januar 1907 war zugleich die erste nicht-fotografische Schau der Galerie. Dabei konnte Pamela Colman Smith einige ihrer Bilder verkaufen, weswegen zwei weitere Ausstellungen in den Jahren 1908 und 1909 folgten, die allerdings ohne Erfolg blieben. Im Anschluss kehrte sie nach England zurück.
In einem Brief an Alfred Stieglitz im Jahre 1909 erwähnte sie, dass sie ihre Arbeit an den 80 Bildern des Tarots fertiggestellt habe, jedoch blieb der Brief unbeantwortet. Ungeklärt bleibt bis heute, in welchem Ausmaß Arthur Edward Waite bei den Tarotkarten von Pamela Colman Smith beteiligt war, und welches die beiden überzähligen Bilder sind, die Pamela Colman Smith in ihrem Brief erwähnt. Die Karten wurden im selben Jahr vom Verlag Rider & Son als „Tarot Deck“ ohne Autorenangabe veröffentlicht, nur in einer Werbeanzeige zum Spiel wurde der Name von Pamela Colman Smith erwähnt.
In nachfolgender Zeit übernahm Pamela Colman Smith verschiedene Aufträge, bei denen es sich meistens um Buchillustrationen handelte. Im Jahre 1911 konvertierte sie zum Katholizismus, dem wohl ein Bruch mit dem Isis-Urania-Tempel voranging. Während des Ersten Weltkrieges engagierte sie sich bei verschiedenen Wohltätigkeitsorganisationen.
Im Jahre 1918 hinterließ ihr ein verstorbener Onkel eine kleine Erbschaft, mit der sie ein Haus in der Künstlerkolonie The Lizard in Parc Garland in Cornwall pachtete, wo sie für kurze Zeit ein Ferienhaus für katholische Priester betrieb. In dieser Zeit hatte sie nur noch mäßigen Erfolg, was man sowohl auf ihren zur Schau gestellten Katholizismus, wie auch auf ihren fehlenden Geschäftssinn zurückführen kann.
1942 zog sie nach Bude, ebenfalls in Cornwall um, wo sie die letzten Jahre ihres Lebens verarmt und oft bettlägerig verbrachte. Sie starb am 18. September 1951. Die meisten ihrer Werke sind verschollen, auch Originale der Rider-Waite-Tarotkarten. Ein paar erhaltene Bilder befinden sich im Besitz von Stewart R. Kaplan; einige von Smiths originalen Tarot-Karten befanden sich in der Sammlung des Alfred Stieglitz/Georgia O'Keeffe Archives, das heute Teil der Beinecke Rare Book and Manuscript Library (Yale University) ist.